# Molnár Szulpic
Molnár Szulpic Dezső (1886-ig Fischer; Magyargencs, 1871. június 30. – Budapest, Ferencváros,1925. október 22.) bencés szerzetes, tanár, gimnáziumi főigazgató.

## Élete
Molnár Adolf és Goldschmidt Franciska fia. A győri bencés gimnáziumban volt magántanuló (1889). 1887. július 31-én lépett be a bencés rendbe, Pannonhalmán volt papnövendék. 1890. június 29-én egyszerű fogadalmat, 1894. március 15-én pedig ünnepélyes fogadalmat tett, majd áldozópappá szentelték. 1894–1898 között Kőszegen, 1898–1910 között Győrött volt gimnáziumi tanár. 1918–1924 között Esztergomban, majd 1924-től a győri bencés gimnázium igazgatója és házfőnök volt.
Bölcsészdoktorátussal rendelkező okleveles tanár, királyi címzetes főigazgató, a bencés rendház főnöke és a bencés főgimnázium igazgatója volt. A Komárom-Vármegyei és Komárom Városi Történeti és Régészeti Egylet tagja, az Esztergom-vidéki Régészeti és Történelmi Társulat elnöke, a Katholikus Középiskolai Tanáregyesület és a Magyar Gyermektanulmányi Társulat igazgatósági választmányi tagja volt.

## Művei
- Zermegh János és emlékirata. Kőszeg, 1896.
- A Pannonhalmi Főapátság története. Budapest, 1906.
- A pannonhalmi Szent Benedek-rend története IV. Budapest, 1906.